# 사토 미카코
사토 미카코(佐藤 美佳子, 1974년 6월 15일 ~ )는 일본의 여성 성우이다. 아키타현 오카반 도(전:오카반) 출신. 혈액형은 O형. 아틀리에 피치 소속.

## 출연작품

### TV 애니메이션
1995년
- 리리카 SOS (스즈키 에이코)

1999년
- GREGORY HORROR SHOW (카크타스 갈)

2002년
- 리제르 마인 (하루카)

2005년
- 라무네 (토모사카 스즈카)

2006년
- 기신호후 데몬베인 (엘자)

2007년
- 최종시험 고래 (유메사키 하루카)

### OVA
1996년
- 동급생2 (카토 미노리)

2003년
- IZUMO (토마 미유키) : 카미무라 히나 (神村ひな) 명의

### 게임
2000년
- 만나고 싶어… ~your smiles in my heart~ (엔도 카나코)
- GREEN ~추공의 스크린~ (사쿠라이 아카네)

2003년
- 파티시에 냥코 (세리자와 카나데) : 카미무라 히나 (神村ひな) 명의
- 참마대성 데몬베인 (엘자)
- ELYSION ~영원의 생츄어리~ PS2판 (헬레나, 미르카)
- 어둠과 모자와 책의 여행자 (마리엘 공주, 마우) : 카미무라 히나 (神村ひな) 명의

2004년
- 셔머너 셔머너 ~달과 마음과 태양의 마법~ (스노우 프란) : 카미무라 히나 (神村ひな) 명의
- 기신포후 데몬베인 (엘자)
- 라무네 PC판 (토모사카 스즈카) : 카미무라 히나 (神村ひな) 명의
- 소라우타 (사쿠라 치카) : 카미무라 히나 (神村ひな) 명의
- 무녀춤 ~단 하나의 소원~ (미사카 나츠키) : 카미무라 히나 (神村ひな) 명의
- 최종시험 고래 PC판 (유메사키 하루카) : 카미무라 히나 (神村ひな) 명의

2005년
- 소녀는 언니를 사랑하고 있다 PC판 (미야노코우지 미즈호, 타카네 미치코, 미야노코우지 사치호) : 카미무라 히나 (神村ひな) 명의
- 120엔의 계절 (칸나)
- 지오그라마톤 (이류다 와가노프 이바노프) : 카미무라 히나 (神村ひな) 명의
- Scarlett (테레사, 류실, 스즈카, 칸나) : 카미무라 히나 (神村ひな) 명의
- 캐러멜BOX 야루키바코 (미야노코우지 미즈호, 타카네 미치코, 스노우 프란)
- 라무네 ~유리병에 비치는 바다~ PS2판 (토모사카 스즈카)
- Nursery Rhyme -나서리☆라임- (타치카와 하루나) : 카미무라 히나 (神村ひな) 명의
- 소녀는 언니를 사랑하고 있다 PS2판 (미야노코우지 미즈호, 미야노코우지 사치호) : 카미무라 히나 (神村ひな) 명의

2006년
- 욕심쟁이 선인장 (후지미야 린) : 카미무라 히나 (神村ひな) 명의
- 기신비상 데몬베인 (엘자)
- 가르쳐줘 Re:메이드 (유니스) : 카미무라 히나 (神村ひな) 명의

2007년
- 최종시험 고래 Alive PS2판 (유메사키 하루카)
- 캐러멜BOX 야루키바코2 에피소드V:의욕 고양이의 역습 (카부라기 미즈호) : 카미무라 히나 (神村ひな) 명의*√after and another (이나가키 세츠나) : 카미무라 히나 (神村ひな) 명의
- 엑스 바인 (린스) : 카미무라 히나 (神村ひな) 명의
- 해피☆마가렛! (아마가하라 이나호) : 카미무라 히나 (神村ひな) 명의

2008년
- 노스트라다무스에게 물어봐♪ (니우카와카미 미즈하) : 카미무라 히나 (神村ひな) 명의
- 늦여름 문안 인사 올립니다. ~너와 보냈던 그날과 지금과~ (히토츠세 스즈나) : 카미무라 히나 (神村ひな) 명의